# Ракиловци
Ракиловци (болг. Ракиловци) — село в Болгарии. Находится в Перникской области, входит в общину Ковачевци. Население составляет 168 человек.

## Политическая ситуация
Ракиловци подчиняется непосредственно общине и не имеет своего кмета.
Кмет (мэр) общины Ковачевци — Йордан Стефанов Миланов (Политическое движение социал-демократов (ПДСД)) по результатам выборов в правление общины.